# Huanggang
För andra betydelser, se Huanggang (olika betydelser).
Huanggang, tidigare känd som Hwangchow, är en stad på prefekturnivå i Hubei-provinsen i centrala Kina. Den ligger omkring 110 kilometer öster  om provinshuvudstaden Wuhan. Prefekturen avgränsas i norr av bergskedjan Dabie och i söder av Yangtze-floden.
En kinesisk stad på prefekturnivå motsvaras till ytan närmast av ett svenskt län. Trots det angivna avståndet till provinshuvudstaden Wuhan gränsar Wuhan och Huanggang till varandra. Mitt för Huanggang på andra sidan av Yangtzefloden ligger staden Ezhou, som liksom Huanggang i januari 2020 nämnts som drabbad av det i Wuhan upptäckta nya sjukdomsalstrande viruset.

## Administrativ indelning

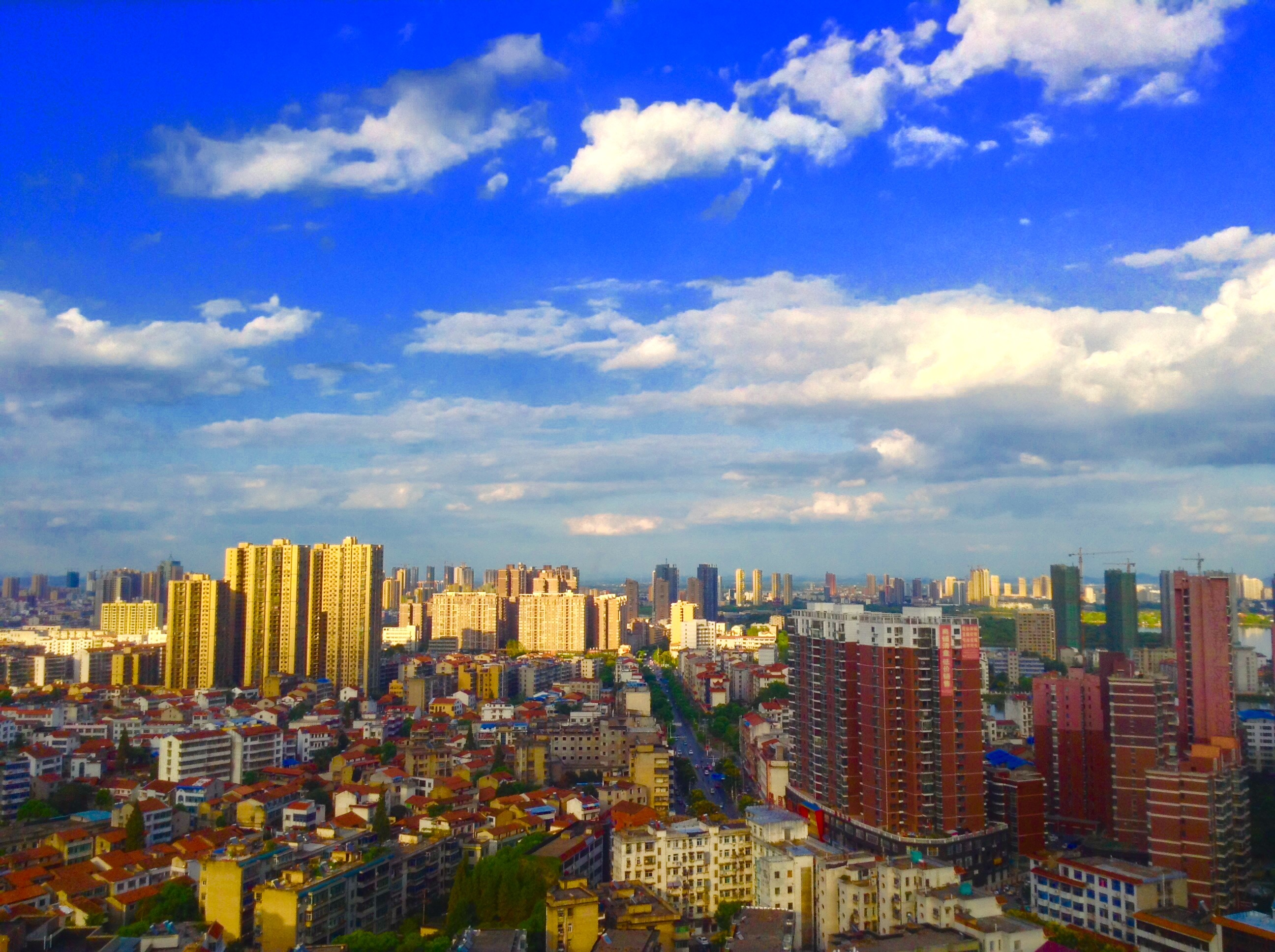
Skyline av Huanggang

Huanggang består av ett stadsdistrikt som omfattar den egentliga staden. Den omgivande landsbygden är indelad i sju härad och två städer på häradsnivå lyder också under Xianning:
- Stadsdistriktet Huangzhou – 黄州区 Huángzhōu qū ;
- Staden Macheng – 麻城市 Máchéng shì ;
- Staden Wuxue – 武穴市 Wǔxué shì ;
- Häradet Hong'an – 红安县 Hóng'ān xiàn ;
- Häradet Luotian – 罗田县 Luótián xiàn ;
- Häradet Yingshan – 英山县 Yīngshān xiàn ;
- Häradet Xishui – 浠水县 Xīshuǐ xiàn ;
- Häradet Qichun – 蕲春县 Qíchūn xiàn ;
- Häradet Huangmei – 黄梅县 Huángméi xiàn ;
- Häradet Tuanfeng – 团风县 Tuánfēng xiàn.

## Klimat
Genomsnittlig årsnederbörd är 1 868 millimeter. Den regnigaste månaden är juli, med i genomsnitt 305 mm nederbörd, och den torraste är januari, med 48 mm nederbörd.